# Shoho
La Shoho (祥鳳?, Sōhō, – "fenice fortunata") fu una portaerei leggera della marina imperiale giapponese. Costruita come nave da supporto per sommergibili con il nome di Tsurugisaki nella seconda metà degli anni trenta, venne trasformata in una portaerei e rinominata poco prima dello scoppio della guerra nel Pacifico. Una volta completata la conversione, all'inizio del 1942, la nave fornì supporto alle forze d'invasione giapponesi durante l'operazione Mo (l'attacco a Port Moresby, in Nuova Guinea) e venne poi affondata dai velivoli imbarcati sulle portaerei statunitensi USS Lexington e USS Yorktown durante la sua prima operazione di combattimento, il 7 maggio 1942, nel corso della battaglia del Mar dei Coralli. La Shoho fu la prima portaerei giapponese a essere affondata durante la seconda guerra mondiale.

## Progettazione, costruzione e conversione
La Shoho e la sua nave gemelle Zuiho vennero progettate in modo da poter essere facilmente trasformate, all'occorrenza, in petroliere, navi da supporto sommergibili o portaerei. La Shoho venne impostata presso l'arsenale navale di Yokosuka il 3 dicembre 1934 come nave da supporto sommergibili, con il nome di Tsurugisaki. Venne varata il 1º giugno 1935 e completata il 15 gennaio 1939. Poco dopo il termine dei lavori di costruzione, nel 1941, iniziò il processo di conversione della nave in una portaerei. Le sue sovrastrutture vennero rimosse e rimpiazzate da un ponte di volo, sotto il quale vennero installati gli hangar destinati a ospitare gli aeroplani. La nave venne ribattezzata Shoho e i lavori di conversione terminarono il 26 gennaio 1942.

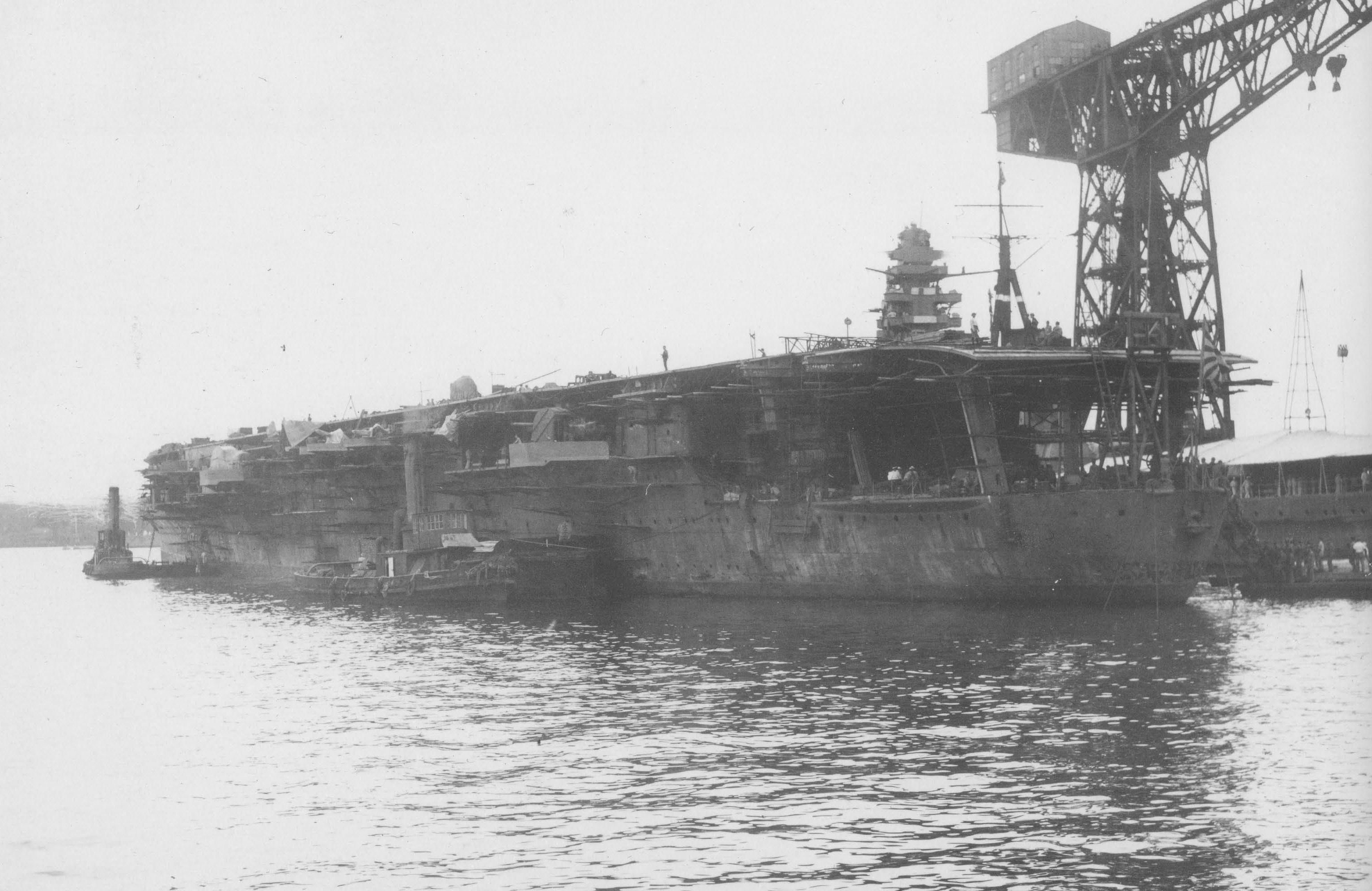
La Shoho fotografata il 2 settembre 1941 durante i lavori di conversione

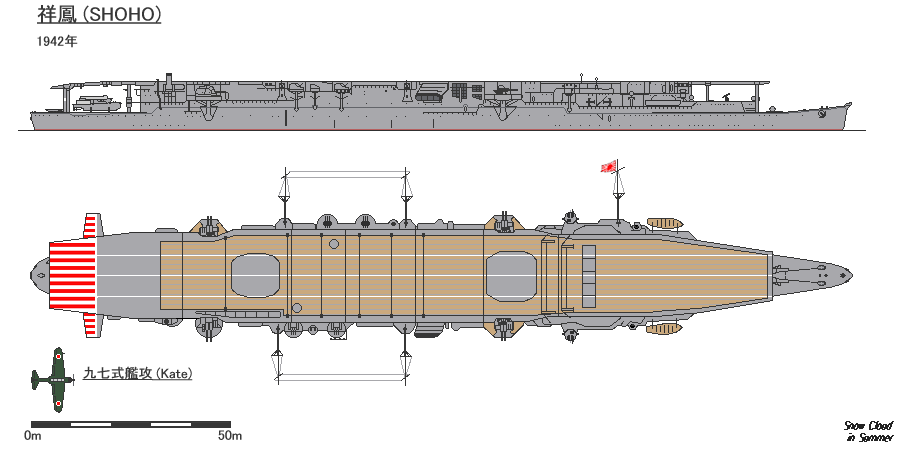
Tavole prospettiche della Shoho

La nuova Shoho aveva una lunghezza totale di 205,5 metri. La larghezza era di 18,2 metri e il pescaggio era di 6,58 metri. Aveva un dislocamento di 11 443 tonnellate metriche in condizioni standard. Nel processo di conversione gli originali motori diesel (che garantivano alla nave una velocità massima di 18 nodi, o 33 chilometri orari) vennero rimpiazzati con una coppia di turbine a vapore di un tipo normalmente installato sui cacciatorpediniere, sviluppanti un totale di 52 000 cavalli vapore all'albero di trasmissione, o 39 000 chilowatt. Il vapore era generato da quattro caldaie Kampon e la velocità massima della nave così equipaggiata era di 28 nodi, o 52 chilometri orari. I gas di scarico delle caldaie venivano evacuati da un singolo fumaiolo collocato posteriormente, sul lato destro. Con una capacità di 2 642 tonnellate di olio combustibile, la Shoho aveva un'autonomia di 7 800 miglia nautiche, o 14 400 chilometri, a una velocità di 18 nodi, o 33 chilometri orari. L'equipaggio era formato da 785 tra ufficiali e marinai.
Il ponte di volo della Shoho era lungo 180 metri e aveva una larghezza massima di 23 metri. Gli aerei erano ricoverati in un singolo hangar lungo 124 metri e largo 18. Il collegamento tra il ponte di volo e l'hangar era garantito da due grandi ascensori di forma ottagonale: quello di prua aveva un'estensione di 13 metri per 12 e quello di poppa di 12 per 10,8. La nave era provvista di un sistema di arresto formato da sei cavi, ma non era dotata delle catapulte per il lancio dei velivoli. La Shoho era priva della struttura a "isola" tipica di molte portaerei, e la sua parte superiore era completamente piatta. Era progettata per accogliere 30 aerei tra caccia, aerosiluranti e bombardieri in picchiata.
L'armamento della nave era costituito esclusivamente da artiglieria contraerea: la Shoho era equipaggiata di 8 cannoni antiaerei Type 89 da 127 mm installati in quattro postazioni binate in degli sponson laterali, a cui si aggiungevano altri 8 cannoncini Type 96 da 25 mm, pure binati in sponson ai lati dello scafo.

## Impiego operativo

### Dall'esordio all'operazione Mo
La Shoho divenne operativa il 30 novembre 1941 e il capitano Izawa Ishinosuke divenne il suo comandante. Mentre erano in corso le ultime fasi dell'allestimento, il 22 dicembre, la nave venne assegnata alla 4ª divisione portaerei della 1ª flotta aerea. Il 4 febbraio 1942 la Shoho trasportò degli aerei a Truk, nelle isole Caroline, vi rimase fino all'11 aprile e quindi fece ritorno a Yokosuka.
Nel tardo aprile 1942 alla Shoho venne assegnato un ruolo nell'operazione Mo, l'invasione di Port Moresby finalizzata a occupare la Nuova Guinea. La nave raggiunse nuovamente Truk il 29 aprile, e il giorno successivo ripartì verso l'obiettivo della missione insieme agli incrociatori Aoba, Kinugasa, Furutaka e Kako, della 6ª divisione incrociatori sotto il comando del contrammiraglio Aritomo Gotō. Questo gruppo di unità formava la forza di invasione principale nell'ambito dell'operazione Mo.
A causa di una certa scarsità di aeroplani, a bordo della Shoho si trovavano allora solamente 4 obsoleti caccia Mitsubishi A5M, 8 moderni Mitsubishi A6M2 (i famosi Zero) e 6 aerosiluranti Nakajima B5N. Ulteriore copertura aerea agli altri elementi dell'operazione Mo era fornita dalle portaerei Shokaku e Zuikaku.
Dopo aver coperto gli sbarchi giapponesi presso Tulagi il 3 maggio, la Shoho fece rotta verso nord il 4 maggio per fornire protezione ai convogli che si dirigevano verso la zona dell'invasione; per questo la nave non fu presente a Tulagi quando, lo stesso 4 maggio, gli aerei della portaerei statunitense USS Yorktown attaccarono il naviglio giapponese. Questa'azione diede conferma ai comandanti giapponesi che almeno una portaerei americana era nelle vicinanze, anche se la sua posizione era sconosciuta. Il 5 maggio diversi ricognitori vennero inviati alla ricerca delle navi statunitensi, ma senza risultato. Un idrovolante a lungo raggio Kawanishi H6K avvistò la Yorktown, ma venne abbattuto da uno dei caccia Grumman F4F Wildcat della portaerei prima di poter inviare per radio un rapporto. I caccia terrestri dell'U.S. Army Air Forces invece avvistarono la Shoho (il cui nome venne traslitterato erroneamente come Ryukaku) a sudovest dell'isola di Bougainville, ancora il 5 maggio, e riuscirono a comunicare la sua posizione al comando. Tuttavia la nave giapponese si trovava troppo lontano dal punto, molto più a sud, dove le portaerei statunitensi stavano facendo rifornimento. Quel giorno stesso il retroammiraglio statunitense Frank Jack Fletcher ricevette un comunicato Ultra che lo informava della presenza di ben 3 portaerei giapponesi coinvolte nell'operazione Mo non lontano da Bougainville, e prevedeva il 10 maggio come data dell'invasione. Prevedeva anche che gli aerei imbarcati nipponici avrebbero condotto una serie di attacchi in supporto dell'invasione già da diversi giorni prima del 10 maggio. Affidandosi a queste informazioni Fletcher pianificò di terminare il rifornimento il 6 maggio per spostarsi più vicino all'estremità orientale della Nuova Guinea, in modo tale da essere in una posizione favorevole per lanciare un attacco contro le forze giapponesi il 7.

### La battaglia del Mar dei Coralli

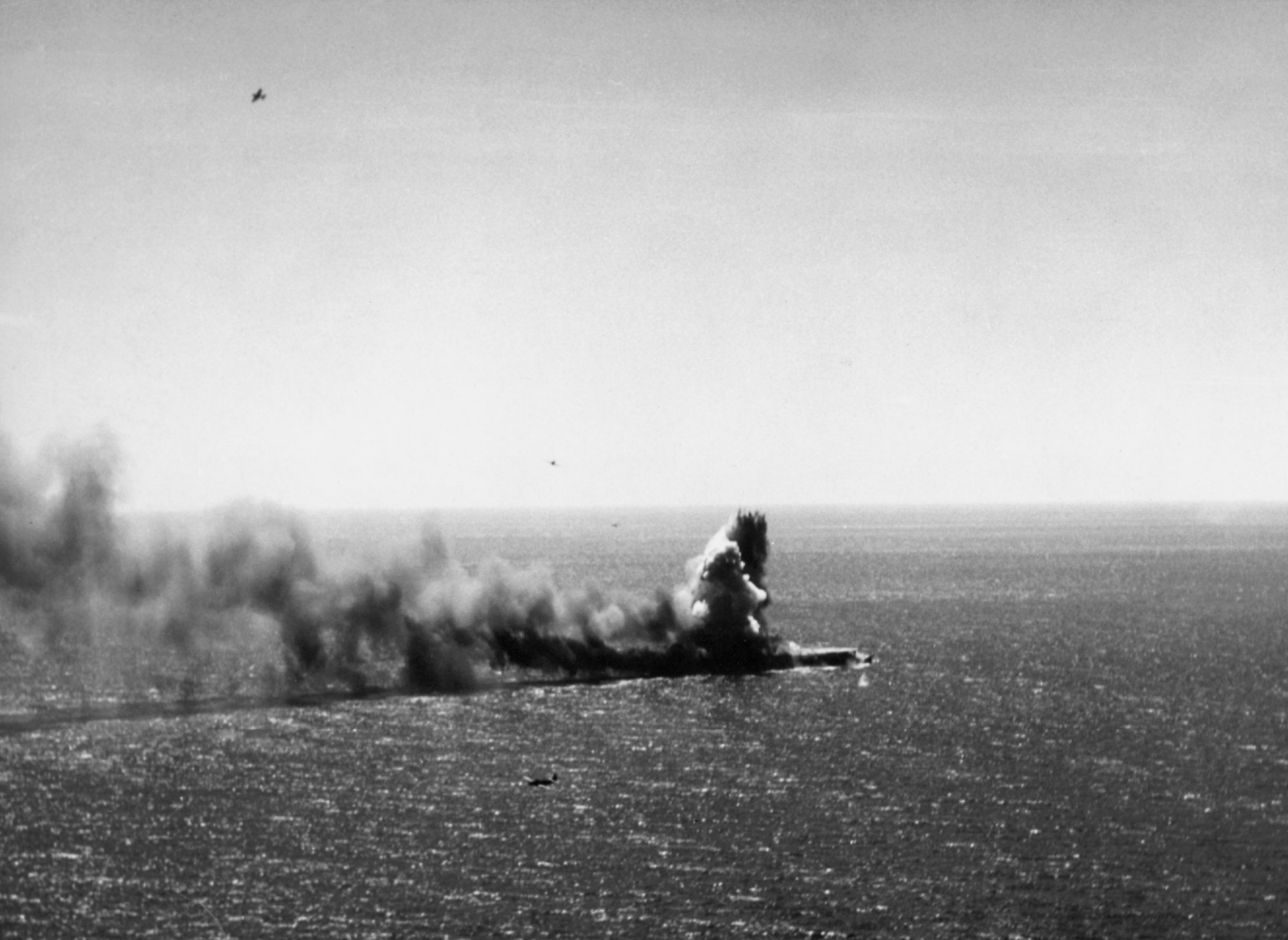
L'esplosione di una bomba da 450 chilogrammi sul ponte della Shoho il 7 maggio 1942

Un altro H6K avvistò gli statunitensi nel corso della mattinata del 6 maggio, riuscendo poi a tenere sotto controllo i loro movimenti fino alle 14.00. I giapponesi, comunque, non vollero o non poterono lanciare attacchi aerei contro gli americani per via delle cattive condizioni meteorologiche. Entrambe le parti ritenevano di sapere dove si trovava il nemico e si aspettavano di iniziare a combattere il giorno successivo. Il 7 maggio i giapponesi furono i primi a scovare gli avversari quando, alle 07.22, un ricognitore avvistò la petroliera USS Neosho scortata dal cacciatorpediniere USS Sims poco a sud della forza d'attacco nipponica. Queste due navi vennero erroneamente identificate come una portaerei e un incrociatore, e quindi alle 08.00 la Shokaku e la Zuikaku lanciarono un attacco aereo che affondò il Sims e danneggiò la Neosho in modo abbastanza grave da costringere il suo stesso equipaggio ad affondarla pochi giorni più tardi. Le portaerei americane erano in realtà a ovest della forza d'attacco giapponese, non a sud, e vennero avvistate da altri velivoli giapponesi poco dopo le 08.00.

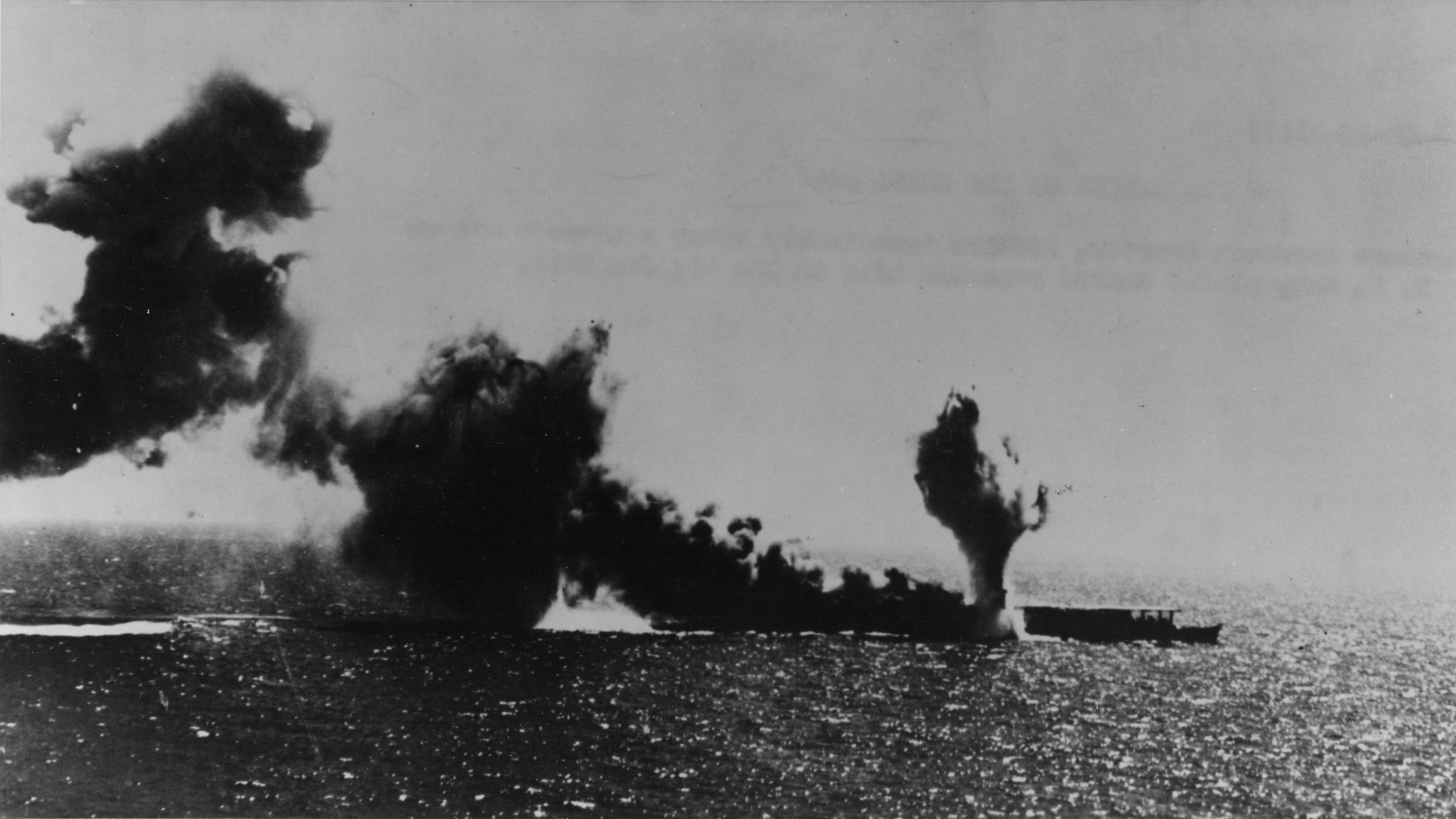
Lo stesso giorno, la Shoho nuovamente colpita da un siluro proveniente da un Douglas TBD Devastator della USS Lexington.

Alle 07.35 i ricognitori statunitensi fecero rapporto sulla presenza di due incrociatori pesanti giapponesi a nordest dell'isola di Misima, nell'arcipelago delle Louisiadi, poco lontano dall'estremità orientale della Nuova Guinea; alle 08.15, nella stessa zona, vennero avvistate due portaerei. Un'ora più tardi Fletcher ordinò il lancio di un attacco aereo, nella convinzione che le due portaerei avvistate fossero la Shokaku and Zuikaku. La USS Lexington e la Yorktown lanciarono in totale 53 bombardieri in picchiata Douglas SBD Dauntless e 22 aerosiluranti Douglas TBD Devastator scortati da 18 caccia Wildcat. Il rapporto delle 08.15 però si rivelò errato, dal momento che il pilota del ricognitore aveva avuto l'intenzione di indicare due incrociatori pesanti ma, per errore, aveva inviato il codice relativo a due portaerei; comunque nel frattempo altri ricognitori avvistarono davvero la Shoho, la sua scorta e il convoglio destinato all'invasione. Dato che queste unità risultavano essere ad appena 30 miglia nautiche, o 56 chilometri, dalla posizione indicata dal rapporto delle 08.15 verso cui gli aerei statunitensi si stavano dirigendo essi vennero deviati verso il nuovo obiettivo.
La Shoho venne avvistata, insieme al resto della sua forza d'attacco, dagli aerei della Lexington alle 10.40. La pattuglia di scorta della portaerei che era in volo in quel momento consisteva di due A5M e un A6M. I bombardieri in picchiata della squadriglia VS-2 iniziarono il loro attacco alle 11.10, sotto il fuoco dei caccia giapponesi: nessuna delle bombe della prima ondata andò a segno, a causa delle manovre evasive della nave, e un Dauntless venne abbattuto dallo Zero (altri vennero danneggiati più o meno gravemente). La Shoho lanciò altri tre Zero immediatamente dopo la fine di questo primo attacco per rinforzare la sua copertura. I Dauntless della squadriglia VB-2 iniziarono il loro attacco alle 11.18 e misero a segno sul ponte della portaerei giapponese due bombe da 450 chilogrammi, che penetrarono la sua superficie ed esplosero nell'hangar sottostante, incendiando gli aerei (armati e riforniti) che si trovavano al suo interno. Un minuto più tardi i Devastator della squadriglia VT-2 iniziarono a sganciare i loro siluri su entrambi i lati della nave. Cinque di essi colpirono lo scafo, mettendo fuori uso i motori e il sistema di controllo. I Dauntless della Yorktown, che tallonavano gli aerei della Lexington, iniziarono il loro attacco alle 11.25 e piazzarono sulla Shoho undici bombe da 450 chilogrammi, che resero impossibile per la nave compiere qualunque tipo di movimento. Alle 11.29 attaccarono anche i Devastator della squadriglia VT-3 della Yorktown, che colpirono di nuovo la portaerei nipponica (2 volte secondo i giapponesi stessi, 10 volte secondo gli statunitensi). Gli aerosiluranti della VT-3 vennero attaccati dalla scorta giapponese mentre si allontanavano dalla zona dell'attacco, ma i Wildcat riuscirono a proteggerli efficacemente, abbattendo inoltre 2 A5M e un A6M Zero. Le perdite statunitensi furono in totale solo 3 Dauntless. Alla fine dell'attacco, il capitano di corvetta Robert E. Dixon, comandante della VS-2, inviò per radio alle portaerei statunitensi il famoso messaggio: «Scratch one flat top!» («Cancellate [dalla lista] una tutto-ponte!»).
Il capitano di vascello Izawa diede l'ordine di abbandonare la Shoho, colpita da almeno 13 bombe e 7 siluri e completamente distrutta, alle 11.31. Quattro minuti più tardi la nave affondò. Circa 300 uomini riuscirono a lasciare la portaerei incolumi, ma dovettero attendere l'arrivo dei soccorsi fino al pomeriggio perché l'ammiraglio Goto nel frattempo aveva ordinato al resto della flotta di dirigersi a nord alla massima velocità per sfuggire a ulteriori attacchi aerei. Verso le 14.00 il cacciatorpediniere Sazanami ricevette l'ordine di tornare sul posto e di recuperare i superstiti. Ne vennero trovati solo 203, tra i quali il comandante Izawa. Il resto degli 834 uomini dell'equipaggio era morto nell'attacco o mentre attendeva i soccorsi. La Shoho fu la prima portaerei giapponese distrutta durante la seconda guerra mondiale.